# Norbert Henrichs
Norbert Henrichs (* 5. Juli 1935 in Essen; † 2. Mai 2016) war ein deutscher Informationswissenschaftler und bis zu seiner Pensionierung Professor für Informationswissenschaft an der Heinrich-Heine-Universität Düsseldorf. Er gilt als einer der Pioniere der Informationswissenschaft in Deutschland.

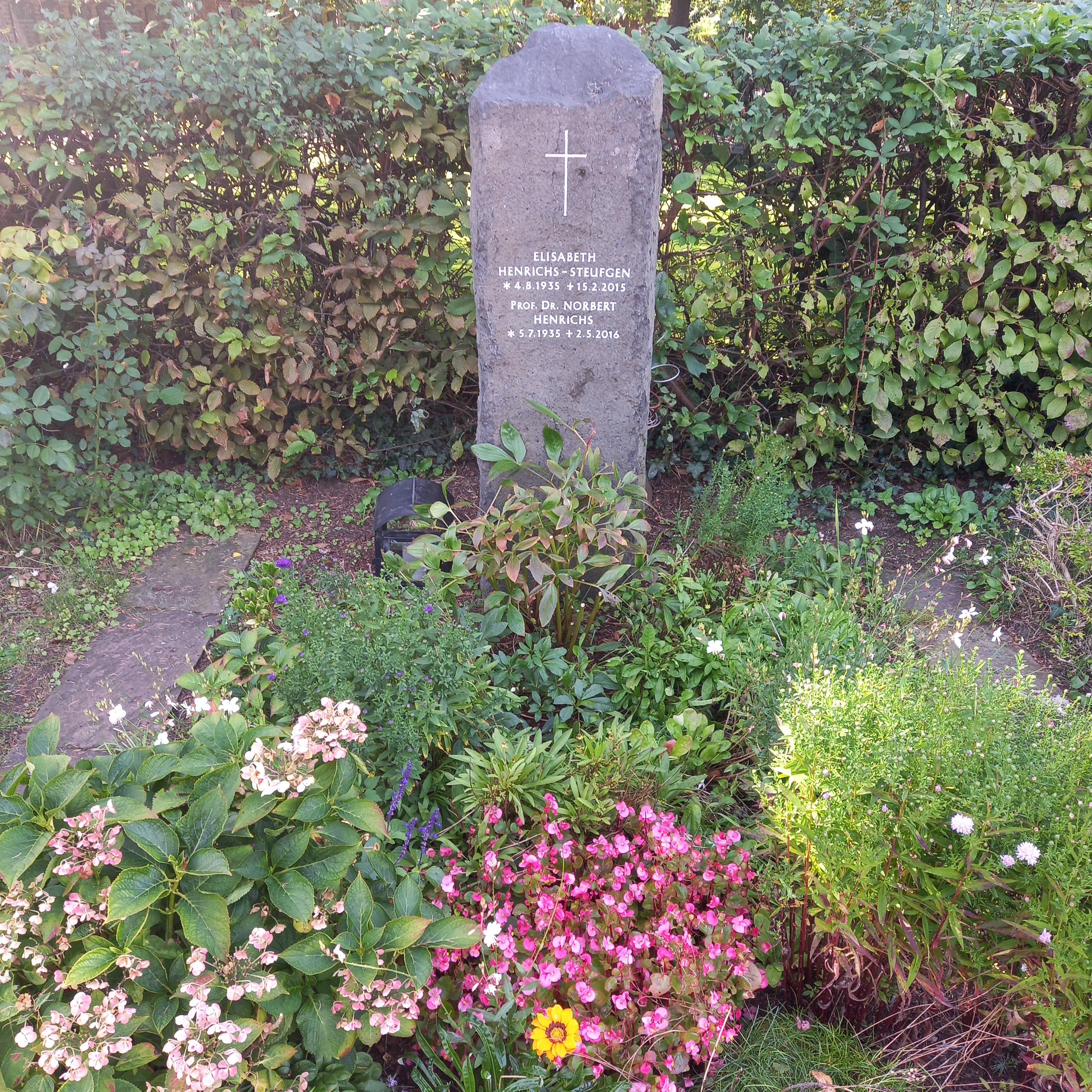
Das Grab von Norbert Henrichs und seiner Ehefrau Elisabeth Henrichs-Steugen auf dem evangelischen Diakoniefriedhof in Düsseldorf

## Forschungsthemen
Henrichs Name ist vor allem verbunden mit der Textwortmethode, einer Methode zur diskriminierungsfreien Indexierung von Texten, die keiner wissenschaftlichen Normsprache unterliegen. In seinem Spätschriften hat er sich besonders mit Informationsanthropologie und den gesellschaftlichen wie kulturellen Auswirkungen der Informationsmärkte beschäftigt.
Henrichs gehörte zu den Begründern der Informationswissenschaft in Deutschland. Neben Manfred Bonitz, Josef Koblitz, Hans-Werner Schober, Gernot Wersig, Harald H. Zimmermann und Rainer Kuhlen galt er als „zukunftsweisender Pionier der Informationsgesellschaft“ (Wolfgang Stock) und wurde auch „Gestalter der Informationswissenschaft“ genannt. Ab 1967 war er an der Heinrich-Heine-Universität Düsseldorf tätig, zunächst am Philosophischen Institut als wissenschaftlicher Mitarbeiter, dann bis zu seiner Emeritierung 2001 als Professor für Informationswissenschaft. Zusätzlich war er für die Gesellschaft für Information und Dokumentation (GID) in Frankfurt am Main von 1980 bis 1985 als wissenschaftlicher Geschäftsführer tätig.
Bekannt wurde Henrichs insbesondere durch ein Projekt, das die Abteilung für Dokumentation des Philosophischen Instituts der Heinrich-Heine-Universität im Jahr 1967 ins Leben rief. Das Projekt war mit dem Erfassen und Katalogisieren von Aufsätzen in philosophischen Zeitschriften befasst. Die Datenbank, die am Philosophischen Institut entstand, trug den Namen der Siemens-Software GOLEM (= GroßspeicherOrientierte, Listenorganisierte ErmittlungsMethode).

## Schriften (Auswahl)
- Menschsein im Informationszeitalter: Informationswissenschaft mit Leidenschaft und missionarischem Eifer. [Pioniere der Informationswissenschaft | Norbert Henrichs] (= Hochschulverband für Informationswissenschaft [Hrsg.]: Schriften zur Informationswissenschaft. Band 64). Verlag Werner Hülsbusch, Glückstadt 2014, ISBN 978-3-86488-061-2.
- Bibliographie der Hermeneutik und ihrer Anwendungsbereiche seit Schleiermacher. 2., unveränderte Auflage. Philosophie-Verlag, Düsseldorf 1972, DNB 948221003.
- Existenziale Hermeneutik. Universität Düsseldorf, Düsseldorf 1968, DNB 482619724 (Dissertation).
- Kult und Brauchtum im Kirchenjahr : eine kulttheologische und brauchtumsgeschichtliche Untersuchung für Schule und Seelsorge. Patmos-Verlag, Düsseldorf 1967, DNB 456960449.
- Norbert Henrichs (1935–2016): Pionier der Informationswissenschaft in Deutschland. In: Information. Wissenschaft & Praxis. Jg. 67, Nr. 4. De Gruyter, 2016, S. 257–268, doi:10.1515/iwp-2016-0042 (Download von Heinrich-Heine-Universität Düsseldorf [PDF; 753 kB; abgerufen am 28. September 2020]).
- Scientia magica. In: Alwin Diemer (Hrsg.): Der Wissenschaftsbegriff. Historische und systematische Untersuchungen. Meisenheim a. Glan 1970, S. 30–46.
- The growing crisis of traditional information retrieval systems — what is to follow?. Springer Verlag Berlin Heidelberg, 1983. ISBN 978-3-540-11978-4
- Briefwechsel deutschsprachiger Philosophen 1750–1850. Band 1: Register, Verfasser/Adressaten, Adressaten/Verfasser – Band 2: Nachweise, Briefe, Briefsammlungen. De Gruyter Saur Verlag, 1987. ISBN 978-3-598-21910-8
- Anmerkungen zur Berufsbilddiskussion im Fachinformationsbereich in: Deutscher Dokumentartag 1984, Hrsg.: Deutsche Gesellschaft für Dokumentation e.V. Verlag: Saur KG, München 1985, S. 177–181.
- Thesen zur Rezeptionsschwäche in der Fachinformation in: Deutscher Dokumentartag 1984, Hrsg.: Deutsche Gesellschaft für Dokumentation e.V. Verlag: Saur KG, München 1985, S. 90–91.